# Лочери
Лочери (итал. Loceri) је насеље у Италији у округу Нуоро, региону Сардинија.
Према процени из 2011. у насељу је живело 1081 становника. Насеље се налази на надморској висини од 213 м.

## Становништво
Према резултатима пописа становништва 2011. у општини је живело 1.278 становника.
| 1936. | 1951. | 1961. | 1971. | 1981. | 1991. | 2001. | 2011. |
| ----- | ----- | ----- | ----- | ----- | ----- | ----- | ----- |
| 1.469 | 1.667 | 1.786 | 1.663 | 1.594 | 1.459 | 1.336 | 1.278 |